# Borrisoleigh
Borrisoleigh (irisch Buiríos Ó Luigheach, ältere Schreibung Buirgheas Ó Luighdeach, d. h. „Burgland der Uí Luighdheach / Ileigh“) ist ein Dorf im County Tipperary, Irland. Bei der Volkszählung 2022 hatte es 724 Einwohner. Es liegt in dem Erzbistum Cashel und Emly und ist Teil der Civil Parish Glenkeen des historischen Baronats Kilnamanagh Upper. Das Dorf liegt an der R498 Nenagh-Thurles Road. In östlicher Richtung führt die R501 nach Templemore mit schönen Aussichten auf den Berg Devil’s Bit auf der linken Seite bei Drom und Barnane.